# Hospital nacional Guido Valadares
El Hospital nacional Guido Valadares (en portugués: Hospital Nacional Guido Valadares; antes conocido como el Hospital nacional de Dili) es el centro de salud nacional del país asiático de Timor Oriental. Se encuentra en la parte oriental de la ciudad capital, Dili. En 2003 el edificio recibió el nombre de Guido Valadares, que era un funcionario público del gobierno del Fretilin en 1975.  Según datos de 2011 tenía 260 camas, con servicios de atención secundaria y terciaria.